# 壱岐市消防本部

壱岐市旗

管轄区域（壱岐市）

壱岐市消防本部（いきししょうぼうほんぶ）は、長崎県壱岐市にある消防本部。

## 管轄区域
- 壱岐市全域

## 主力機械
2021（令和3年）4月1日現在
- 普通消防ポンプ自動車：2
- 水槽付消防ポンプ自動車：3
- 屈折はしご付消防自動車：1
- 救助工作車：1
- 化学車：1
- 空港用化学消防車：1
- 高規格救急自動車：3
- その他：6

## 組織
- 本部
  - 総務課 - 総務係、消防団係
  - 予防課 - 予防係、危険物係
  - 警防課 - 警防係、救急救助係
    - 消防署 - 総務係、予防係、警防係、救急救助係

## 消防署
| 消防署                    | 所在地                                                                                                | 支署・出張所   | 所在地                                                                                              |
| ------------------------- | --- | -------------- | --------------------------------------------------------------------------------------------------- |
| 壱岐市消防本部 壱岐消防署 | 芦辺町中野郷西触411番地2（北緯33度47分34.8秒 東経129度43分12.5秒 / 北緯33.793000度 東経129.720139度） | 郷ノ浦支署     | 郷ノ浦町志原西触676番地（北緯33度45分4.2秒 東経129度42分55.2秒 / 北緯33.751167度 東経129.715333度） |
| 壱岐市消防本部 壱岐消防署 | 芦辺町中野郷西触411番地2（北緯33度47分34.8秒 東経129度43分12.5秒 / 北緯33.793000度 東経129.720139度） | 勝本出張所     | 勝本町西戸触844番地2（北緯33度50分27.9秒 東経129度42分5.8秒 / 北緯33.841083度 東経129.701611度）    |
| 壱岐市消防本部 壱岐消防署 | 芦辺町中野郷西触411番地2（北緯33度47分34.8秒 東経129度43分12.5秒 / 北緯33.793000度 東経129.720139度） | 壱岐空港出張所 | 石田町筒城東触1724番地（北緯33度44分59.8秒 東経129度47分2.1秒 / 北緯33.749944度 東経129.783917度）  |

## 沿革

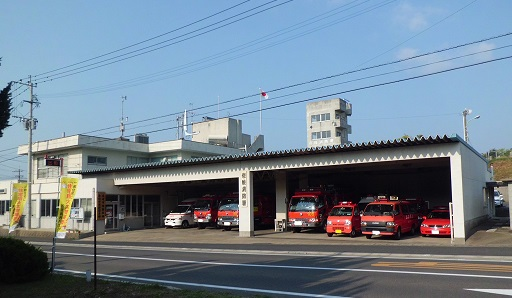
旧庁舎

- 1948年（昭和23年）3月 - 壱岐島内各町村の共同事務処理を目的に、壱岐郡町村組合が設立。
- 1971年（昭和46年）6月 - 政令第170条により、消防本部・消防署の設置指定を受ける。
- 1972年（昭和47年）
  - 4月1日 - 壱岐郡町村組合常備消防が発足。
    - 消防施設・資機材 - 消防ポンプ自動車2台、指令車を購入し、本署に配備。

  - 6月10日 - 消防署（本署）庁舎が完成し、無線業務を開始。（場所 - 芦辺町中野郷西触）
  - 8月1日 - 壱岐郡町村組合消防・救急業務が開始。
    - 日本赤十字社壱岐支部より救急自動車を引き受け、本署に配置。

  - 10月17日 - 広報車を購入し、本署に配備。
- 1973年（昭和48年）5月29日 - 郷ノ浦町三島[1]地区に小型動力消防ポンプと消火器を贈与。
  - 8月27日
    - 消防本部が「壱岐郡民センター」（郷ノ浦町本村触682番地、現 壱岐市役所総務部 別館）に移転。一斉指令装置が完成。

  - 9月26日 - 小型動力ポンプ付き積載車を購入し、本署に配備。
  - 12月26日 - 化学消防車を購入し、本署に配備。
- 1974年（昭和49年）
  - 4月1日 - 壱岐郡町村組合消防署郷ノ浦支署が開署。（場所 - 壱岐郡民センター）
- 1975年（昭和50年）
  - 1月31日 - 壱岐空港との協定書に調印。
  - 4月1日 - 岳の辻[2]無線中継局を開設。
  - 9月18日 - 赤バイク、投光器用発電機の寄贈を受け、本署に配備。
- 1976年（昭和51年）
  - 4月24日 - 長崎県総合防災訓練が芦辺町八幡半島で実施。
  - 10月4日 - 高発泡器を購入し、本署に配備。
- 1977年（昭和52年）
  - 1月20日 - 壱岐地域救急医療対策会議が発足。
  - 5月21日 - 空港保安委員会が発足。
- 1979年（昭和54年）
  - 12月17日 - スノーケル車（屈折はしご付き消防車）を購入し、本署に配備。
  - 12月23日 - 救急医療情報システムの操作を開始。
- 1980年（昭和55年）
  - 3月31日 - 消防本部・郷ノ浦支署新庁舎が完成。
  - 4月5日 - 本署の増改築が完了。消防本部・郷ノ浦支署が新庁舎に移転。（場所は郷ノ浦町志原[3]西触（現在地））
  - 10月1日 - 広報用ビデオ一式を購入し、本署に配備。
- 1981年（昭和56年）
  - 3月31日 - 本署に武道場が完成。
  - 4月1日 - 組合規約の変更に伴い、組織名称が壱岐広域町村組合消防本部となる。
  - 12月25日 - Ⅱ型水槽付き消防ポンプ自動車（200リットル）を購入し、本署に配備。
- 1982年（昭和57年）
  - 4月1日 - 勝本出張所を開所。（場所 - 勝本町西戸[4]触）
  - 4月2日 - 勝本出張所竣工式・常備消防10周年記念式典を挙行。
  - 11月2日 - 無線指揮車を購入し、本署に配備。
- 1983年（昭和58年）
  - 2月28日 - 救助工作車を購入し、本署に配備。
  - 11月26日 - 男岳[5]無線中継局を開設。
- 1984年（昭和59年）
  - 1月20日 - 動噴積載車を購入し、本署に配備。
  - 4月1日 - 壱岐空港主張所を開所。
  - 7月18日 - 勝本出張所車庫を増築。
  - 9月9日 - （救急のごろ合わせにちなみ）勝本出張所での救急業務を開始。
- 1985年（昭和60年）
  - 2月28日 - 電子式救急指令装置（C型）一式を購入。
  - 7月1日 - 長崎県防災行政無線局の運用を開始。
- 1987年（昭和62年）
  - 8月30日 - 台風12号が襲来し、島内に大きな被害をもたらす。
- 1988年（昭和63年）3月1日 - 消防本部が移転し、本署（芦辺町中野郷西触）に併設となる。
- 1990年（平成2年）
  - 4月10日 - 長崎県総合防災訓練が郷ノ浦町鎌崎埋立地で実施。
  - 6月4日 - この年より、壱岐サイクルフェスティバルでの特別警戒を開始。（第1回壱岐サイクルフェスティバル）
  - 12月22日 - 本署に訓練棟が完成。
- 1991年（平成3年）10月7日 - 常備消防開設20周年記念式典を挙行。
- 1992年（平成4年）
  - 3月20日 - 防災行政無線総合制御器（勝本町・芦辺町・石田町）が完成。
  - 3月31日 - 本署に副訓練棟が完成。
- 2002年（平成14年）12月25日 - 消防緊急通信指令システム（1型）の運用を開始。
- 2004年（平成16年）3月1日 - 壱岐郡郷ノ浦町・勝本町・芦辺町・石田町の新設合併により壱岐市となる。壱岐広域圏町村組合消防本部が解散し、壱岐市消防本部を設置する。
- 2005年（平成17年）5月1日 - 消防団結団式を挙行。
- 2006年（平成18年）
  - 5月28日 - 長崎県総合防災訓練が郷ノ浦町で実施。
  - 12月1日 - 長崎県ドクターヘリの運航を開始。
- 2007年（平成19年）
  - 1月6日 - この年から壱岐市消防出初式を開始。
  - 11月9日 - 壱岐市防災訓練を郷ノ浦町大島で実施。
- 2014年（平成26年）- 壱岐市消防本部の新庁舎が完成。

## 消防団
- 郷ノ浦地区
  - 地区本部
  - 機動分団
    - 第1分団 - 武生水[6]地区
    - 第2分団 - 渡良地区
    - 第3分団 - 柳田地区
    - 第4分団 - 沼津地区
    - 第5分団 - 志原地区
    - 第6分団 - 初山地区
    - 第7分団 - 三島地区
- 勝本地区
  - 地区本部
    - 第1分団 - 勝本浦東部
    - 第2分団機動隊 - 勝本全域
    - 第3分団 - 勝本浦西部
    - 第4分団 - 東、新城地区
    - 第5分団 - 仲、西戸、大久保、坂本地区
    - 第6分団 - 立石、湯ノ本、湯ノ浦、本宮南地区
    - 第7分団 - 百合畑、布気、上場、本宮仲、本宮東、本宮西地区
- 芦辺地区
  - 地区本部
    - 第1分団 - 芦辺浦、諸吉大石、諸吉吉ヶ久保、緑ヶ丘地区
    - 第2分団 - 八幡浦、棚江の一部（外海外原線と真竹外海線の以東地区）
    - 第3分団 - 諸吉地区（大石、吉ヶ原、棚江一部を除く）
    - 第4分団 - 深江地区
    - 第5分団 - 中野郷地区（緑ヶ丘を除く）
    - 第6分団 - 芦辺町湯岳地区
    - 第7分団 - 住吉地区
    - 第8分団 - 国分地区
    - 第9分団 - 瀬戸浦、箱崎中山、箱崎谷江地区
    - 第10分団 - 瀬戸浦、箱崎江角、本村、釘ノ尾地区
    - 第11分団 - 瀬戸浦、箱崎大左右、諸津地区
- 石田地区
  - 地区本部
    - 第1分団 - 印通寺浦
    - 第2分団 - 石田、筒城地区
    - 第3分団 - 池田、久喜、石田町湯岳地区

## 参考資料
- 平成22年度 壱岐市 消防年報（PDF） - 壱岐市ウェブサイト